# Selenomonas artemidis
Selenomonas artemidis è una specie di batterio appartenente alla famiglia delle Acidaminococcaceae.